# Дорнава
Дорнава (словен. Dornava) је насеље и управно средиште истоимене општине Дорнава, која припада Подравској регији у Републици Словенији.
По попису становништва из 2011. г. насеље Дорнава имало је 1.267 становника.